# アンリミテッド (マジック:ザ・ギャザリング)
アンリミテッド（Unlimited）はマジック:ザ・ギャザリングのカードセット。1993年12月にアメリカで発売された。全292種類（絵違い含め302種類）。略記はUN。
ベータのカード表記を一部変更し、カードの枠が白枠になった。

## 代表カード
アルファに同じ。